# Gustavo Stroessner
Gustavo Stroessner Mora (Itauguá, 21 de dezembro de 1945 - Assunção, 20 de fevereiro de 2011) foi um militar paraguaio, filho mais velho e herdeiro aparente de Alfredo Stroessner, que exerceu uma ditadura no Paraguai entre 1954 e 1989.

## Biografia
Seguiu carreira militar e tornou-se coronel de aviação durante o governo de seu pai. Entre 2 e 3 de fevereiro de 1989, Alfredo Stroessner foi deposto por um golpe militar e foi exilado ao Brasil, acompanhado dentre outros pelo seu filho mais velho, o Coronel Gustavo Stroessner.
Gustavo Stroessner seria processado por "peculato, corrupção e venalidade" em um processo aberto em 1989, depois que abandonou o país com seu pai com destino ao Brasil. Sua extradição seria pedida duas vezes, porém o governo brasileiro, que lhe concedeu asilo político, negou. Gustavo era suspeito de enriquecimento ilícito e foi considerado como o administrador da fortuna acumulada por seu pai durante a ditadura.
Enfrentou um divórcio litigioso com sua esposa María Eugenia Heikel.
Em 16 de julho de 2010, o juiz Andrés Casatti declarou prescrito seus processos e retirou todas as medidas cautelares contra o ex-militar, uma resolução que lhe permitiu voltar ao país no dia 9 de dezembro daquele ano. A prescrição dos processos judiciais contra Stroessner seria rechaçada por ativistas de direitos humanos e vítimas de abusos de poder perpetrados durante a ditadura.
Faleceu em 20 de fevereiro de 2011 no Centro Médico La Costa de Asunción, depois de ter sido hospitalizado por vários dias devido à complicação de uma infecção originária do Hospital Sírio-Libanês, em São Paulo, Brasil, onde se submetia a um tratamento para câncer de pulmão.